# Jahazpur
Jahazpur là một thành phố và khu đô thị của quận Bhilwara thuộc bang Rajasthan, Ấn Độ.

## Địa lý
Jahazpur có vị trí 25°37′B 75°17′Đ / 25,62°B 75,28°Đ Nó có độ cao trung bình là 334 mét (1095 feet).

## Nhân khẩu
Theo điều tra dân số năm 2001 của Ấn Độ, Jahazpur có dân số 18.816 người. Phái nam chiếm 51% tổng số dân và phái nữ chiếm 49%. Jahazpur có tỷ lệ 59% biết đọc biết viết, thấp hơn tỷ lệ trung bình toàn quốc là 59,5%: tỷ lệ cho phái nam là 72%, và tỷ lệ cho phái nữ là 45%. Tại Jahazpur, 16% dân số nhỏ hơn 6 tuổi.